# 伍德朗鎮區 (北達科他州基德縣)
伍德朗鎮區（英語：Woodlawn Township）是位於美國北達科他州基德縣的一個鎮區。

## 地方資料
伍德朗鎮區的面積為90.20平方千米，當中陸地面積為89.83平方千米，而水域面積為0.37平方千米。根據2020年美國人口普查的數據，當地共有人口121人，而人口密度為每平方千米1.34人。